# تپه قلاتگاه
تپه قلاتگاه مربوط به هزاره اول (پیش از میلاد) است و در شهرستان پیرانشهر، بخش لاجان، دهستان لاهیجان غربی، روستای کولیج واقع شده است. این اثر در تاریخ ۳۰ دی ۱۳۸۵ با شمارهٔ ثبت ۱۶۸۷۹ به عنوان یکی از آثار ملی ایران به ثبت رسیده است.